# NHK放送技術研究所
NHK放送技術研究所（エヌエイチケイほうそうぎじゅつけんきゅうしょ、英語: Science & Technology Research Laboratories, NHK STRL）は、日本放送協会（以下、NHK）が1930年（昭和5年）に設立した研究所で、放送技術の開発を行っている。所在地は東京都世田谷区砧。通称は「NHK技研」。
毎年5月下旬には、同研究所の研究成果を一般公開する「技研公開」を行っている。

## 概要
放送用機材の技術開発を目的として設立。もともとは、NHKの前身にあたる中央放送局の技術部。1930年には、現在の放送技術研究所として、日本の放送用機材の基礎研究や応用研究そして実現までを行う研究所として設立されたものである。数々の放送用機材の開発を行ってきており、放送機材の研究開発においては、日本で唯一の研究所である。なお、実現においては、多くの放送機材メーカーとの共同研究の形で実施している。

## 放送機器開発
放送技術研究所の最大の目的は、放送機器開発が中心であり、放送用のTVカメラを始めとして、現在では特殊撮影用TVカメラの開発を実施している。
主として、技術研究所で開発した「放送用TVカメラ」としては、超高感度カメラ、超高速度撮影カメラ、超低速度撮影カメラ、紫外線撮影カメラ、超マクロ撮影カメラ、気流を可視化するカメラなどである。システム化したものとしては、振動ブレ防止のヘリコプター搭載カメラ、お天気カメラ（全天候型遠隔自動制御カメラ）、深海海中撮影型カメラ、オートバイ搭載カメラ、地震発生時に局内を撮影する自動カメラ、モバイル中継カメラなどである。
その他、放送機器メーカーとの共同開発によって、緊急放送時に切り替えることができる、2重放送調整送出システム、緊急放送自動送出システムなどがある。緊急放送は、最終的には人間の判断が必要であるため、切り替えシステムの最終手段は、人間の判断によって管理できるシステムとなっている。
更に、技術開発メーカーとの共同開発によって、中継機材の開発なども実施している。上に掲げたシステム化した「放送用TVカメラ」は、中継システムの軽量化などが重要であり、中継送り出しと、同時に機動型中継システムの開発なども行う。
機構開発としては、ヘリコプターに搭載されることを目的として、「放送用TVカメラ」の3軸慣性安定支持システムや深海海中撮影用のケースなども、放送機材メーカーとの共同開発などにより実施。
また、HDTV時代に先駆け、各放送機器メーカーと共同研究会を組織して、HDTV関連の機器類の開発を行う。このときに生まれたデジタルVTRフォーマットがD1、D2規格である。その後、D3規格が開発され、MicroDVを経て、DVDやBlu-ray Discに繋がる。

## デジタル機器開発
デジタル音楽時代の先駆けとなる研究も行った。ヘルベルト・フォン・カラヤン率いるベルリン・フィルハーモニー管弦楽団の第2回日本公演に際して、FM生中継放送を実施したが、この時に配信する方式として採用したものが、デジタル通信方式である。具体的には、調整室までがアナログ方式であり、一部のFM放送局へ配信する際には、PCM12ビット・24kHzで量子化を行い、変調方式はFSK方式で配信を行う実験を行った。
また、同時期に回転ヘッド型デジタル録音機器の開発を行い、1969年（昭和44年）5月には、世界初の2チャンネルステレオによるPCMデジタル録音機の試作品を完成させた。後にこの技術は、日本コロムビアの技術陣に引き継がれて、PCM録音装置及びPCM音源のLPレコードの制作が行われる。この回転ヘッド型PCM録音機は、のちに「DAT」の開発・販売へと繋がった。

## ハイビジョン関連
アナログハイビジョンの信号圧縮規格であるMUSE（Multiple Sub-Nyquist Sampling Encoding）方式は、国際規格として採用されるには至らなかったが、世界における高精細度テレビジョン放送の技術開発・テレビカメラや受像機の高画質化、高精細化を牽引してきた。現在の日本のデジタルハイビジョンでは、MUSE方式ではなく、ISDB方式が採用されている。
地上波デジタル方式に際しては、ITUやABUへ提案を行ったが、現在日本と同じISDB方式で放送が行われることになった国家はブラジル・ペルー等の南アメリカやフィリピンなどである。これは、既存の映像フォーマット（アメリカ：NTSC/US、ヨーロッパ：SECAM/PAL）との整合性の他、周波数帯域や地理的要因による受信環境の違い、政治的な要因などによるものである。
また、MUSE方式の地上ハイビジョン方式は、アメリカ合衆国ワシントン特別区において実験放送を実施したこともある。

## その他技術開発

### 放送技術系
- バーチャルスタジオ（一部のニュース番組や教養番組で採用）

クロマキー合成技術に、コンピュータクロマキー合成技術を開発することによって、コンピュータグラフィック素材や資料映像と生映像を組み合わせた放送を実現。
- アインシュタイン・プロジェクト（「NHKスペシャル・アインシュタインロマン」以降採用）

放送技術研究所と建設会社コンピュータ部門（清水建設）、シリコングラフィックス社などの共同開発プロジェクトによって、「ハイビジョン」クオリティのコンピュータ動画像映像開発プラットホームを開発。
- 超高感度カメラ（「NHKスペシャル・銀河宇宙オデッセイ」以降採用）

放送機材メーカ及び浜松ホトニクス等と共同開発された「スーパーハープ管」・「ウルトラハープ管」によって、天体望遠鏡や望遠レンズに装着されたTVカメラに内蔵することで、暗視野環境での動画撮影が行えるようになった。初めての実践利用は、函館空港で起きた「全日空857便ハイジャック事件」であった。添付画像のモデルは新潟県中越地震において、土砂崩れの現場で埋まった車から男児が救出された状況の生中継に使われたものの同機種。感度の基本性能は20lx/F5.6、最低被写体照度は0.08lx（電気ゲインアップ+30dB、4秒の蓄積増感時0.0004lx/F1.6）という超高感度を誇る。
- 高信頼性ハイビジョンカメラ（宇宙航空研究開発機構のセレーネプロジェクト関連）

人工衛星に直接搭載できる、史上初のハイビジョンカメラ。放送機器メーカーとの共同開発。

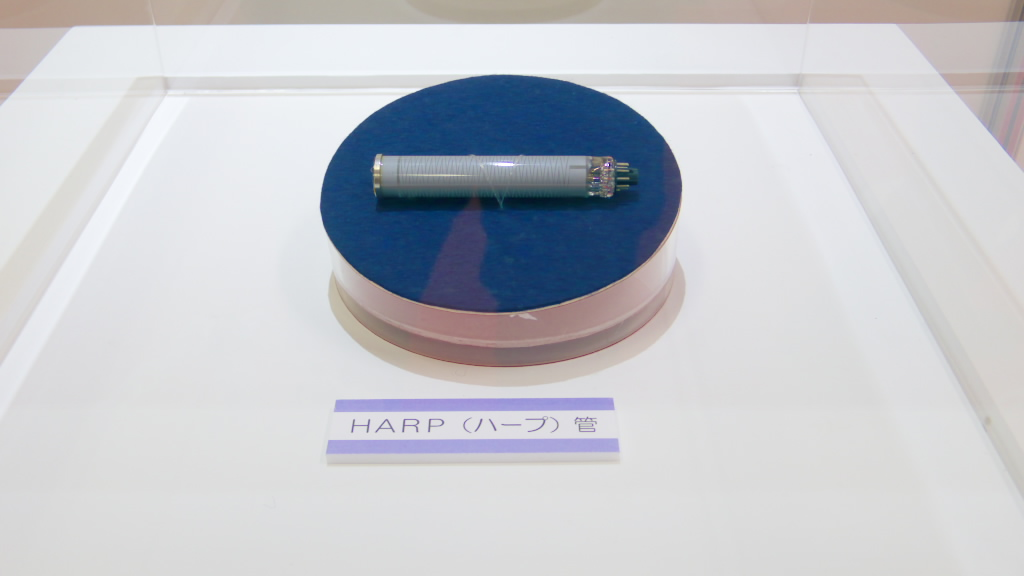
HARP管
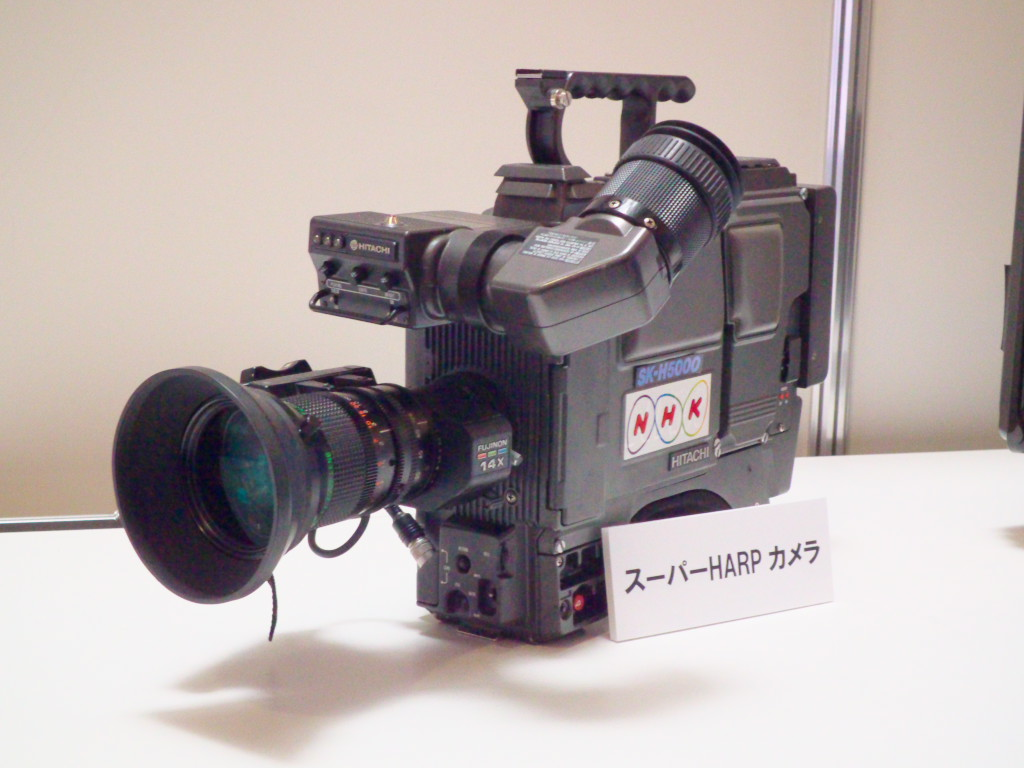
スーパーHARP管を搭載した超高感度ハイビジョンカメラ（日立SK-H5000）
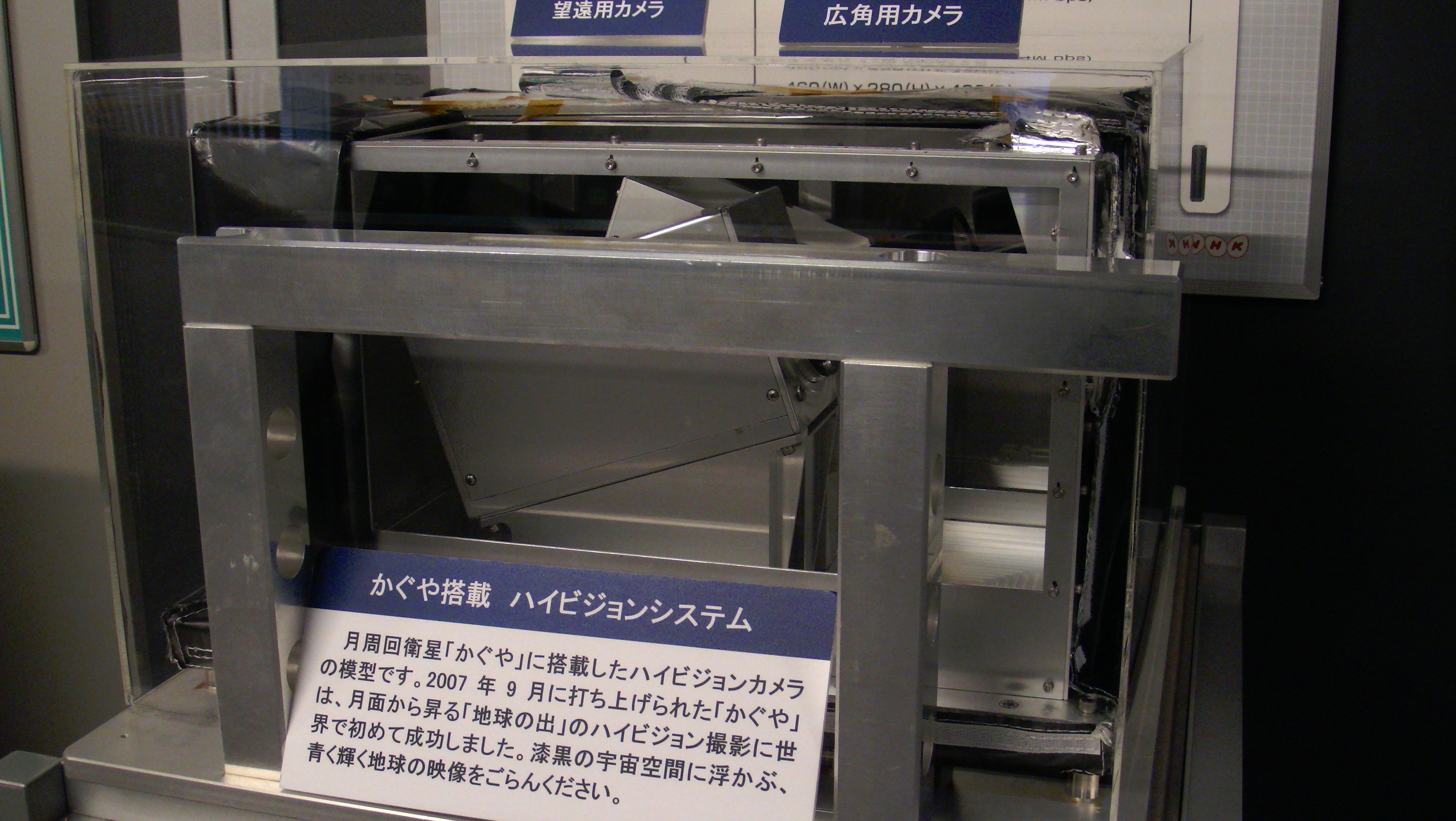
月周回衛星「かぐや(SELENE)」に搭載されたハイビジョンシステム（レプリカ）

### 音響系
- 昆虫マイク

昆虫の足音など微細な音を検知できる高感度マイク。
- PC-VRAS（PC-Virtual Reality Audio System）

特定の空間における反響をシミュレーションし、方向感や距離感を再現する技術。
- 話速変換技術

音質を低下させずに、音声の速度のみをコントロールする技術。
- 抑揚の可視化

録音した音声を数秒で解析し単語ごとの抑揚を可視化できる技術。テレビで中国語では番組内で声調の確認に利用する他、番組公式サイトのサービスやスマートフォン用アプリとしても提供している。

### 視聴用機器系
- 薄型テレビの開発

印刷会社と共同で、薄膜ディスプレイの開発予備研究を行う。この技術が、シャープやパナソニックなどの大型薄膜液晶ディスプレイ、プラズマディスプレイへと引き継がれている。
- バイノーラル録音技術の開発

音楽機器メーカーと共同で、バイノーラル録音技術を開発。この技術が、日本のヘッドフォン技術の基礎になった。
- 録音用マイクの開発

音楽機器メーカーと共同で、高感度マイクロフォンの技術開発を実施。この技術が、マイクロフォン技術の基礎になった。
同研究所とソニーとの共同開発で誕生した、日本産第1号の真空管コンデンサー式マイクロホンでBTS規格CU-1を1954年に開発。その後、このマイクはC-37Aとして商品化。更に真空管部分をトランジスタに置き換えて、C-38Bの誕生とつながった。

## 現在

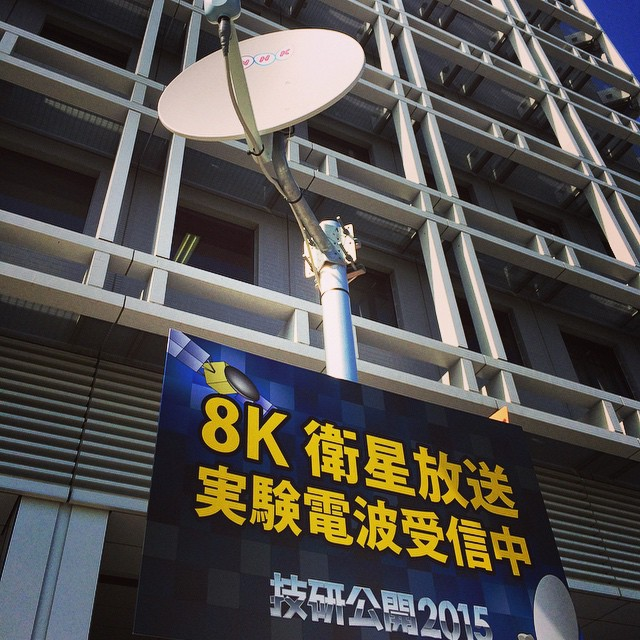
8K衛星放送の公開実験(2015年)

放送に関する技術開発は、成果が出るまでに膨大な時間が掛かることもあるため、受信料で運営される同研究所の活動には限界があるとの見方もあるが、日本唯一の放送技術の研究所として、高いレベルの研究成果を上げている。愛知万博でも公開されたスーパーハイビジョンは、機材の可搬性に課題があるものの、4K 8Kテレビ放送という高解像度動画記録と放送を実現しており、現在国際標準化機構に提案を行っている。
電気通信に関しての標準化提案は、放送技術研究所の業務ではないが、IP放送を用いた「スーパーハイビジョン」の動画配信実験にも成功している。その他、放送機材・視聴に関する材料技術から、放送方式に至るまで幅広い研究を行っている。現在、特に重視しているものが人間科学（もしくは、人間工学）に基づく、通信と放送の融合を目指した研究開発を行っている。
今後の研究課題としては、高度な技術要求が求められる「プロフェッショナル放送」のための、信頼性の高い技術開発を、更に継続することと、簡便に活用ができる放送機材の開発、加えて障害者のアクセシビリティを高めた放送受信システムの開発を、各メーカーとの共同開発などによって継続してゆく。

## 主な開発成果
- 衛星放送
- ハイビジョン
- スーパーハイビジョン
- IP方式テレビ
- AxiVision
- サーバ型放送

今後の技術開発の成果は、専門雑誌である「放送技術」・「電波科学」（後にエレクトロニクスライフに改題）誌などに掲載される。また、視聴機材を販売・修理などを行う者のために、関連企業であるNHK出版から、「テレビジョン技術教科書」、「デジタルテレビジョン技術教科書」などを刊行している。

## その他
- マスコットキャラクターはラボちゃん。
- 毎年5月末の土曜日・日曜日を含む週に、放送技術研究所の研究成果を一般に公開する「技研公開」が行われる。
- 1984年に発生したグリコ・森永事件において、コンビニエンスストアの監視カメラに、後に「ビデオの男」と呼ばれる不審人物が映っており、不鮮明だったビデオテープの画像処理を同研究所が施した。日本で最も高度な映像処理技術を持つ研究施設であるとして、兵庫県警捜査本部の依頼に応じたものである[3]。
- 現在の建物は、松田平田設計と日本放送協会技術局開発センターの共同設計である。

## 所在地
- 東京都世田谷区砧1丁目10番11号（一般来場者用駐車場無し）
- 最寄駅：小田急小田原線祖師ヶ谷大蔵駅から徒歩1.3km
- 路線バスでは、いずれも「NHK技術研究所」停留所で、成城学園前駅からバス10分。東急田園都市線用賀駅から路線バスで約20分。放送技術研究所の前を通る世田谷通りを通る路線バスが、三軒茶屋・渋谷駅行き、成城学園前駅行き、調布駅行き、二子玉川駅行き、都立大学駅行き、等々力行きが通るなど、路線・便数が多様である。鉄道よりも路線バスによるアクセスに優れている立地である。

## 開館時間など
技研エントランスホール
- 開館時間　9：30～17：30
- 休館日　土・日・祝日、年末年始（12月29日～1月3日）、技研公開期間中（準備期間も含む）
- 入場料　無料